# Ambrose Madtha
Ambrose Madtha (ur. 2 listopada 1955 w Belthangady; zm. 8 grudnia 2012 niedaleko Man) – indyjski duchowny katolicki, arcybiskup, nuncjusz apostolski na Wybrzeżu Kości Słoniowej.

## Życiorys
28 maja 1982 otrzymał święcenia kapłańskie i został inkardynowany do diecezji Lucknow. W 1989 rozpoczął przygotowanie do służby dyplomatycznej w Papieskiej Akademii Kościelnej.
8 maja 2008 został mianowany przez Benedykta XVI nuncjuszem apostolskim na Wybrzeżu Kości Słoniowej oraz arcybiskupem tytularnym Naissus. Sakry biskupiej udzielił mu 27 lipca 2008 kardynał Jean-Louis Tauran.
Zginął w wypadku samochodowym 8 grudnia 2012.

## Odznaczenia
- Wielka Wstęga Orderu Lśniącej Gwiazdy (2008, Tajwan)[2]